# Xiaowuzhan (köpinghuvudort i Kina, Heilongjiang Sheng, lat 45,73, long 130,76)
Xiaowuzhan (kinesiska: 小五站, 小五站镇) är en köpinghuvudort i Kina. Den ligger i provinsen Heilongjiang, i den nordöstra delen av landet, omkring 320 kilometer öster om provinshuvudstaden Harbin. Antalet invånare är 22 928. Befolkningen består av 10 989 kvinnor och 11 939 män. Barn under 15 år utgör 13,0 %, vuxna 15-64 år 78 %, och äldre över 65 år 7,0 %.
Runt Xiaowuzhan är det ganska tätbefolkat, med 67 invånare per kvadratkilometer. Närmaste större samhälle är Taihe, 7,9 km nordost om Xiaowuzhan. Omgivningarna runt Xiaowuzhan är en mosaik av jordbruksmark och naturlig växtlighet.
Genomsnittlig årsnederbörd är 809 millimeter. Den regnigaste månaden är juli, med i genomsnitt 159 mm nederbörd, och den torraste är januari, med 4 mm nederbörd.